# 842
842 (DCCCXLII, na numeração romana) foi um ano comum do século IX, do Calendário Juliano, da Era de Cristo, teve início a um domingo e terminou também a um domingo, e a sua letra dominical foi A.
| Ano completo                    |
| ------------------------------- |
| Ano comum com início ao domingo |

## Eventos
- Início do Reinado de Ramiro I das Astúrias que alarga o reino asturiano a Navarra.
- Juramento de Estrasburgo: primeiro texto em francês e em alemão.

## Nascimentos
- Hermenegildo Guterres, conde do Condado Portucalense e de Tui, m. 920.

## Mortes
- Teófilo, imperador bizantino (n. 813).
- Saga, 52º imperador do Japão.